# Lac de Maury
Pour les articles homonymes, voir Maury.
Le lac de Maury est un lac artificiel français, créé par le barrage de Maury. On l'appelle aussi lac de la Selves ou lac de Saint-Amans-des-Cots. Situé au confluent des vallées de la Selves et de son affluent le Selvet, il a une superficie de 166 hectares et une profondeur dépassant par endroits 50 mètres.

## Géographie
Le lac de Maury se situe à 586 mètres d'altitude en région Occitanie, dans le nord du département de l'Aveyron, en Viadène, sur le territoire des communes de Saint-Amans-des-Cots et Florentin-la-Capelle, et de Montpeyroux pour une faible partie amont de la branche de la Selves.
C'est un plan d'eau en forme de V car le barrage de Maury a été construit en aval du confluent de la Selves et du Selvet, ennoyant les deux vallées. La branche principale, celle de la Selves, est longue de quatre kilomètres, celle du Selvet faisant deux kilomètres. Outre ces deux principaux contributeurs, le lac reçoit plusieurs autres petits ruisseaux, dont le ruisseau de Las Costes et le ruisseau de Ribet.
La superficie du lac est de 1,66 km2 et son bassin versant s'étend sur 164 km2.

## Activités
- Ce lac sert de retenue d'eau au barrage de Maury, pour une production d'énergie hydroélectrique à la centrale du Lardit[5].
- Activités touristiques : sports nautiques, base nautique.
- Pêche.

## Hébergement touristique
Deux campings sont installés sur les bords du lac.

## Galerie

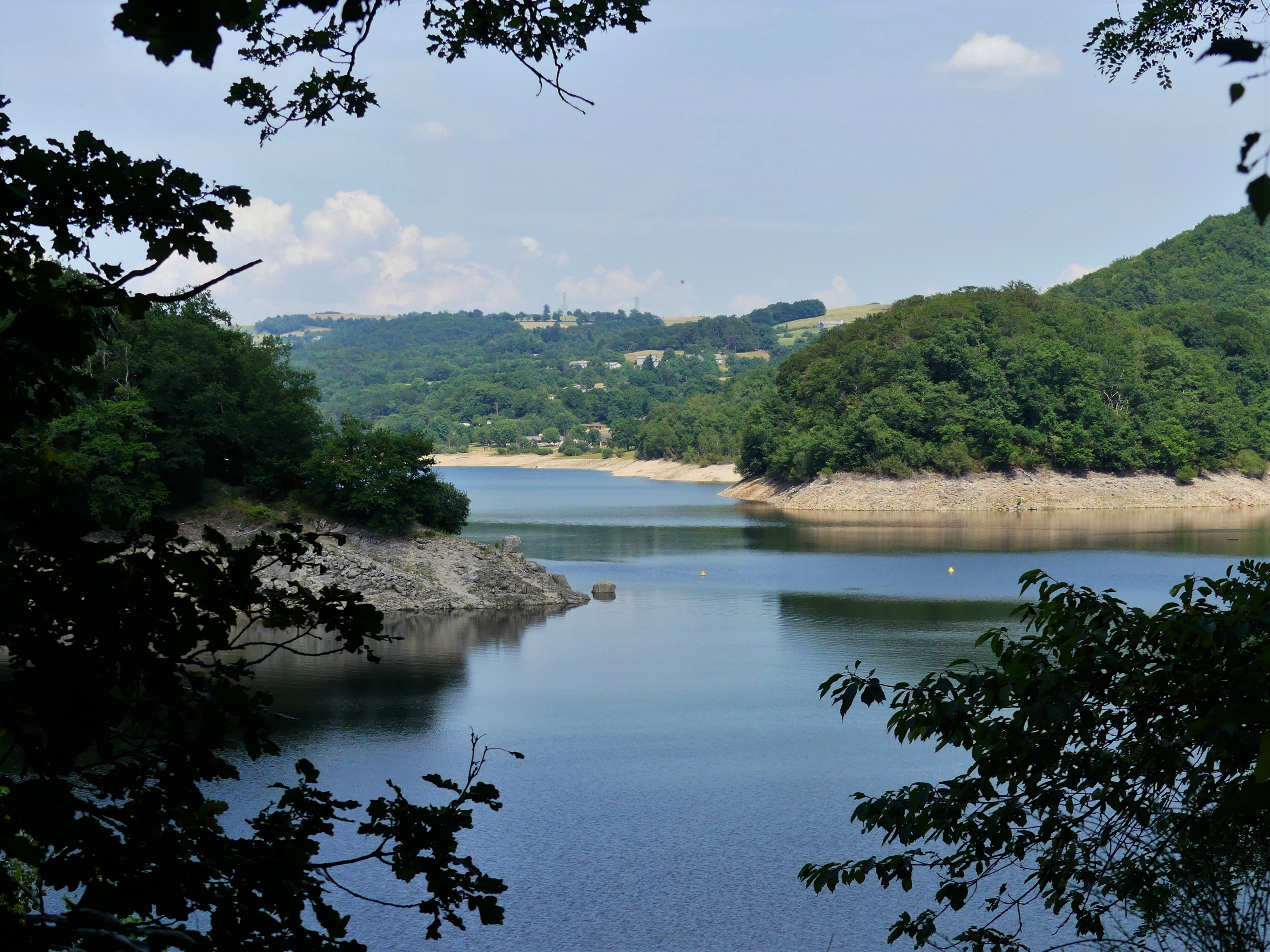
Au fond, la branche du Selvet.
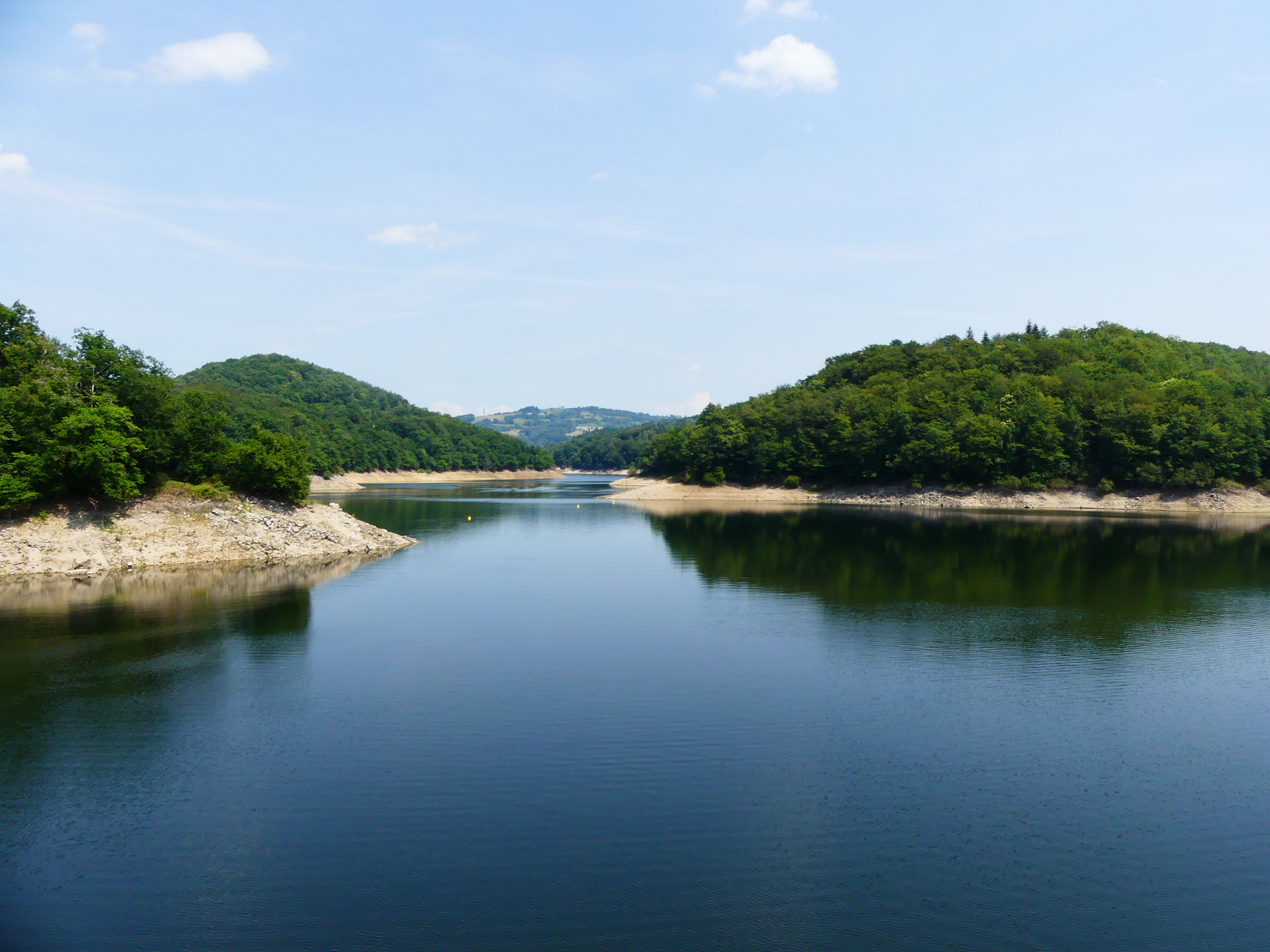
Au fond, la branche de la Selves.